# Mercy – Der Teufel kennt keine Gnade
Mercy – Der Teufel kennt keine Gnade ist ein US-amerikanischer Horrorfilm aus dem Jahr 2014, der auf der Kurzgeschichte Gramma von Stephen King basiert.

## Handlung
Die alleinerziehende Mutter Rebecca und ihre beiden Kinder George und Buddy kümmern sich um ihre Großmutter Mercy, die mystische Kräfte besitzt. Als die Großmutter zum Pflegefall wird, kümmert sich die Familie zuhause um sie. Bald kommt es aber zu einer Reihe brutaler Zwischenfälle: Die Großmutter leidet an Wahnvorstellungen und greift sogar ihre Enkelkinder an. George beginnt deshalb zu recherchieren und erfährt beim örtlichen Pfarrerdie Wahrheit über ein okkultes Familiengeheimnis.
Zudem sind ein mystisches „Buch der Tränen“, ein „Todeswolf“ sowie ein Schattenwesen namens Hastur mit dem Stammbuch der verfluchten Familie verbunden.

## Produktion
Am 25. Oktober 2012 wurde bekannt gegeben, dass Peter Cornwell den Film nach einem Drehbuch von Matt Greenberg inszenieren würde und dass Frances O’Connor die Hauptrolle übernimmt. Am 30. November 2012 wurde berichtet, Chandler Riggs und Joel Courtney hätten sich der Besetzung des Films angeschlossen.

## Kritik
Der Filmdienst urteilte, der Film sei eine „[a]usgewalzte Adaption“, der es nicht gelinge, den „hinzuerfundenen Nebenhandlugen [...] Herr“ zu werden.